# Конгрес українців Естонії
Конгрес українців Естонії — громадська організація українців, що проживають в Естонії.
В Естонії проживає 29 тис. українців, із них половина в Таллінні. У всіх регіонах Естонії діють українські організації, більшість із них входять до Конгресу українців Естонії (11 товариств). Такі організації заснували у своїх містах осередки української культури, якими володіють на правах оренди (у містах Нарва, Ойзу, Маарду, Сілламяе, Раквере); у Таллінні Українське земляцтво Естонії і Центр української культури розміщенні в приміщенні, що є власністю Української греко-католицької церкви.

## Діяльність
Станом на 2006 при Конресі українців Естонії діють:
- Структури творчої самодіяльності:
  - Таллінн: хор «Мрія», жіночий вокальний гурт «Відлуння», театральна художня студія;
  - Нарва: хор «Родина», жіночий ансамбль «Калина», дівочий вокальний гурт «Вербиченька»;
  - Раквере: вокальний ансамбль «Мальви»;
  - Ойзу: вокальний гурт «Смерічка»;
  - Маарду: дитячий ансамбль «Чисті джерела», театр українського обряду «Вертеп»;
  - Клуб авторської пісні.
- Культурно-освітні заклади:
  - недільні школи в Маарду, Нарві, Таллінні («Лабора»);
  - школа українських народних та монастирських ремесел («Ора») в Таллінні;
  - бібліотеки української книги;
  - Український музей у Таллінні.
- Спортивні структури:
  - скаутська організація «Пласт»;
  - спортивний клуб «Дніпро» з однойменною футбольною командою.
- Консультаційний центр, який безкоштовно надає консультації з українського законодавства.
- Професійний фолк-рок гурт «Свята ватра», яку створив колишній учасник відомого українського гурту «Гайдамаки».

## Культурно-просвітницька робота
Культурно-просвітницька робота є одним із головних напрямків діяльності КУЕ. Когрес проводить Дні української культури, концерти художніх колективів, відзначає знаменні дати з історії України та життя видатних діячів культури, проводить круглі столи, організовує лекції, фотовиставки, вечори, презентації книг, акції, відзначає традиційні українські свята, організовує вечорниці та колядування, різдвяні концерти, майстер-класи із розписування великодніх писанок, свято матері, обряд обжинок, відзначення Дня незалежності України та День незалежності Естонії.

## Робота з молодим поколінням
У Маарду, Нарві, Ойзу, Таллінні постійно недільні школи для дітей різного віку. Діти вивчають українську мову, обряди, народні промисли, готують програми, з якими виступають на різних заходах. КУЕ сприяє відпочинку в українознавчих таборах.

## Спорт
При КУЕ існує спортивний клуб «Дніпро», який організував футбольну команду з однойменною назвою.

## Гості
У лютому 2005 Центр української культури відвідав президент Естонії А. Рюйтель з дружиною. У ЦУК відбуваються зустрічі представників української громади з делегаціями міністерств України, художніми колективами, групами спеціалістів, що проходять навчання в Естонії

## Співпраця з державними органами
КУЕ співпрацює з естонськими міністерствами народонаселення, закордонних справ, культури, освіти, міськими органами влади в Україні та Естонії, Центром українознавства Київського національного університету та іншими структурами. Налагоджена співпраця з парламентською групою Естонія-Україна, яка допомагає в розв'язанні багатьох питань та організації заходів. Голова КУЕ є членом комісії в справах національних меншин, що діє при Талліннській мерії.
КУЕ є членом Асоціації народів Естонії, за пропозицією якої на державному рівні ухвалене рішення про запровадження в Естонії Дня національностей.
В Українській церкві проходили панахиди на вшанування пам'яті жертв Чорнобильської трагедії та жертв Голодоморів в Україні, а 23 січня 2005 року в день інавгурації президента України відбувся молебен за процвітання українського народу.
КУЕ займав активну позицію під час Помаранчевої революції; у зв'язку із цим Фонд відкритої Естонії нагородив КУЕ премією «За пропаганду принципів демократії»[джерело?]. Вручення нагороди відбулося в Музеї окупації у квітні 2005 року.

## ЗМІ
КУЕ поширює інформацію як про українську громаду, так і про Україну. На Естонському радіо виходять українськомовні радіопередачі «Червона калина» та «Люстерко»[джерело?].

## Персоналії
- Віра Коник — голова Конгресу українців Естонії; голова Українського земляцтва Естонії, з 2017 заступник голови Українського земляцтва Естонії.
- Євген Цибуленко — з 2017 голова Українського земляцтва Естонії.[1]